# 孔雪兒
孔雪兒（英語：Snow Kong，又名Sherry Kong，1996年4月30日—），湖北省潛江市人，中國大陸女歌手、舞者及演員，所属經紀公司為泰洋川禾，曾為女子音樂組合THE9及女子音樂組合蜜蜂少女隊成員。
曾是韓國經紀公司JYP娛樂旗下練習生。她於2020年3月12日參加愛奇藝偶像女團競演養成類真人秀節目《青春有你 第二季》，並於5月30日最終獲得第8名，成為限定女團「THE9」成員。
2021年12月5日，THE9解散後進行單人活動。

## 經歷

### 早年經歷
2012年，参加韩国JYP娛樂组织的选秀节目，並入选成为一名练习生。2015年为了参加中国女团选秀节目，所以选择退出JYP回国发展。

### 演藝經歷
2015年，参加浙江卫视少女团体养成类综艺节目《蜜蜂少女队》，节目开播后受到网友关注。2016年5月28日，她在终极决战中脱颖而出，成为蜜蜂少女隊成员并正式出道；同年6月，随蜜蜂少女队推出首张迷你团体专辑《Lady bees》。2017年3月30日，随蜜蜂少女队推出组合首张音乐专辑《GPS密封令》；4月25日，随蜜蜂少女队获得“最具粉丝影响力明星颁奖盛典”超新星人气女团奖。10月，出演励志电影《旺夫美少女》。
2018年3月，参加了爱奇艺舞蹈真人秀比赛节目 《热血街舞团》。
2020年3月12日，参与录制的女团选秀综艺节目《青春有你 第二季》在爱奇艺上线。她獲得首A等級。5月30日，最終獲得4,001,966票成为第八名，并以THE9成员身分出道。

## 音樂作品

### 單曲
| 發行日期      | 歌曲名稱     | 歌曲資料                                                                              | 備註                         |
| 2022年9月28日 | 《练爱秘笈》 | - 作詞：沈忞维 - 作曲：陈恬/黄一 - 製作人：黄一 - 發行公司：炙热星河×恒星引力音乐工厂 | 短剧《无非是恋爱而已》主题曲 |
| 2023年6月5日  | 《爱的冒险》 | - 作詞：蒋超 - 作曲：张昊玥 - 製作人：于博雅 - 發行公司：麟声文化                     | 短剧《香蕉先生不睡觉》主题曲 |

### 翻唱單曲
| 發行日期       | 歌曲名稱        | 歌曲資料                                                            | 備註 |
| 2021年12月27日 | 《Baby Sister》 | - 作詞／作曲／原唱者：曾軼可 - 製作人：胡晨HUX - 發行公司：天娛傳媒 |      |

### 合作單曲
| 年份   | 日期    | 歌曲名稱   | 作詞   | 作曲   | 合作演唱者                                         |
| 2016年 | 9月1日  | 《看見愛》 | 宋秉洋 | 宋秉洋 | 吳奇隆、張韶涵、徐佳瑩、何潔、張傑、曾詠欣、宋秉洋 |
| 2016年 | 9月13日 | 《我和你》 |        |        | 宋秉洋                                             |

### 《青春有你 第二季》公演曲目
| 發行日期      | 歌曲資料 | 備註       |
| 2020年3月14日 | 《我的新衣》 - 歌曲說明：初等級舞台 - 原唱:VAVA - 合作演唱者：趙小棠、符雅凝、葛鑫怡、張洛菲                                                      | 第二期     |
| 2020年3月28日 | 《Play我呸》 - 歌曲說明：第一次公演（位置測評考核） - 原唱者：蔡依林 - 合作演唱者：安崎、金子涵、魏辰、葛鑫怡、文哲、黃欣苑                       | 第六期     |
| 2020年4月5日  | 《YES！OK！》 - 歌曲說明：節目官方主題曲 - 原創歌曲 - 合作演唱者：全體訓練生                                                                      | 第八期     |
| 2020年4月16日 | 《我怎麼這麼好看》 - 歌曲說明：第二次公演（小組对决考核） - 原唱者：大張偉 - 合作演唱者：虞書欣、馮若航、林小宅、陳品瑄                           | 第十一期   |
| 2020年4月25日 | 《十面埋伏2》 - 歌曲说明：練習室小考 - 原唱者：艾菲、李斯丹妮 - 合作演唱者：符雅凝、安崎、劉雨昕、李依宸                                          | 第十四期   |
| 2020年5月7日  | 《非日常狂歡》 - 歌曲說明：第三次公演（主題考核） - 原創歌曲 - 合作演唱者：虞書欣、許佳琪、謝可寅、金子涵、趙小棠、孫芮                           | 第十七期   |
| 2020年5月9日  | 《I'm not yours》 - 歌曲說明：導師合作舞台公演 - 原唱者：蔡依林、安室奈美惠 - 合作演唱者：劉雨昕、金子涵、陸柯燃、虞書欣、曾可妮 - 合作導師：Lisa | 第十八期   |
| 2020年5月30日 | 《A Little Bit》 - 歌曲說明：總決賽最终舞台公演 - 原創歌曲 - 合作演唱者：喻言、劉雨昕、王承渲、上官喜愛、宋昕冉、曾可妮、戴萌、乃萬、謝可寅       | 第二十三期 |
| 2020年5月30日 | 《Promise》 - 歌曲說明：總決賽最终舞台公演 - 原創歌曲 - 合作演唱者：青春有你2前20名訓練生                                                         | 第二十三期 |

## 影視作品

### 電視劇／網絡劇
| 首播年份 | 劇名                 | 角色       | 倫註     |
| 2020年   | 《一根木頭》         | 杜欣悅     | 網絡劇   |
| 2022年   | 《瀟灑佳人淡淡妝》   | 司妍       | 網絡劇   |
| 2022年   | 《無非是戀愛而已》   | 林小雨     | 網絡短劇 |
| 2023年   | 《香蕉先生不睡覺》   | 陸恩潼     | 網絡劇   |
| 2024年   | 《甜心萌探》         | 南虞       | 網絡短劇 |
| 2024年   | 《墨雨云间》         | 知顏       | 網絡劇   |
| 2024年   | 《斗罗大陆之燃魂战》 | 朱竹清     | 網絡劇   |
| 2024年   | 《九重紫》           | 苗安素     |          |
| 2025年   | 《榜上佳婿》         | 殷淑君     |          |
| 2025年   | 《折腰》             | 鄭楚玉     |          |
| 2025年   | 《明媒善娶》         | 施伐柯     | 網絡劇   |
| 2025年   | 《錦月如歌》         | 青年穆紅錦 | 網絡劇   |
| 2025年   | 《子夜归》           | 謝瑤       | 網絡劇   |
| 待播     | 《暗河傳》           | 慕雪薇     |          |
| 待播     | 《逐玉》             | 俞淺淺     | 網絡劇   |
| 待播     | 《百花杀》           | 李雁回     | 網絡劇   |
| 待播     | 《燃霜為晝》         | 婁瑾瑜     | 網絡劇   |
| 待播     | 《风月不相关》       | 易掌珠     |          |

### 電影
| 上映時間 | 電影名稱        | 角色   | 性質 | 備註               |
| 2017年   | 《旺夫美少女》  | 裘娜娜 |      |                    |
| 2018年   | 《蜜蜂少女隊》  | 孔雪兒 | 主演 | 蜜蜂少女隊團體電影 |
| 2018年   | 《蜜蜂少女隊2》 | 孔雪兒 | 主演 | 蜜蜂少女隊團體電影 |
| 2019年   | 《蜜蜂少女隊3》 | 孔雪兒 | 主演 | 蜜蜂少女隊團體電影 |

## 綜藝節目

### 常駐綜藝
| 播出年份 | 日期     | 頻道     | 節目名稱            | 備註                      |
| 2016年   | 3月12日  | 浙江衛視 | 《蜜蜂少女隊》      | 參賽者 （最終成團出道）   |
| 2020年   | 3月12日  | 爱奇艺   | 《青春有你 第二季》 | 參賽者 （第八名成團出道） |
| 2020年   | 12月20日 | 浙江卫视 | 《宝藏般的乡村》    | 常駐嘉賓                  |
| 2023年   | 11月17日 | 芒果TV   | 《来者何人》        |                           |

## 公开活动

### 演唱會
| 年份 | 日期 | 地點 | 演唱會名稱 | 演唱曲目 | 備註 |
|      |      |      |            |          |      |

### 粉丝見面會、宣傳、發布會
| 年份   | 日期    | 地點 | 主題                       | 備註 |
| 2023年 | 6月19日 |      | 2023騰訊視頻影視年度發布會 |      |

### 頒獎典禮、時尚盛典
| 年份   | 日期     | 播放频道/平台 | 頒獎典禮 / 時尚盛典名称 | 備註 |
| 2023年 | 1月1日   | 新浪微博      | 第9屆絲綢之路國際電影節 |      |
| 2023年 | 4月26日  | 新浪微博      | Madame Figaro風尚盛典   |      |
| 2023年 | 12月22日 | CCTV-6        | 第5屆海南島國際電影節   |      |

### 晚會
| 年份   | 日期     | 播放频道/平台 | 節目名稱                  | 表演曲目       | 備註                             |
| 2022年 | 9月3日   | CCTV-6        | 電影頻道傳媒榮耀之夜      | 落在生命裡的光 |                                  |
| 2023年 | 1月20日  | 央視頻        | young在春晚               | 快樂指南       |                                  |
| 2023年 | 1月21日  | CCTV-1        | 古韻新聲春節              | 賀新歲         | 與何泓姍、沈月共同演唱           |
| 2023年 | 2月20日  | 央視頻        | 2023藏族水兔新年聯歡晚會  | 我們都是追夢人 |                                  |
| 2023年 | 3月5日   | 湖南衛視      | 新時代新雷鋒晚會          | 學習雷鋒好榜樣 | 與蔡程昱、郭俊辰、張藝凡共同演唱 |
| 2023年 | 5月20日  | 抖音          | 星海拾光露營歌會          |                |                                  |
| 2023年 | 6月6日   | 抖音          | 抖音奇妙派對              |                |                                  |
| 2023年 | 11月3日  | 抖音          | 熠熠生輝歡喜大賞          |                |                                  |
| 2023年 | 12月31日 | 浙江衛視      | 2023-2024浙江衛視跨年晚會 |                |                                  |

## 註解
1. ↑  本名拼音用韓語發音
2. ↑  本名漢字用韓國漢字音

## 外部連結
- 孔雪兒的新浪微博
- 孔雪兒的Instagram帳戶
- 孔雪兒的哔哩哔哩个人空间
- 孔雪儿的抖音账号
- 孔雪儿的小红书账号
- 孔雪儿的快手账号
- 孔雪兒工作室的新浪微博